# 伊比莱亚拉斯
伊比莱亚拉斯是巴西南大河州的一个市镇。总面积300.65平方公里，总人口7094人，人口密度23.6人/平方公里。